# Jože Urankar
Jože Urankar (* 28. Oktober 1939 in Celje; † 26. November 2021 ebenda) war ein jugoslawischer Gewichtheber.

## Karriere
Jože Urankar nahm an den Olympischen Sommerspielen 1972 in München teil. In der Klasse bis 82,5 kg belegte er den 16. Platz. Bei den Mittelmeerspielen 1975 gewann er zudem zwei Bronzemedaillen.